# SNOWFLAKES
『SNOWFLAKES』（スノーフレイク）は、南野陽子6作目のオリジナル・アルバムで、初のクリスマス・アルバム。1988年12月14日にCBS・ソニーから発売された。
規格品番は、28AH-5173（LP）、28KH-5173（CT）、32DH-5173（CD）。

## 概要
南野初となるコンセプト・アルバムで8曲全て新曲で構成。「夢」「希望」「涙」「悲しみ」「幸福」「孤独」「愛」をそれぞれモチーフにした物語仕立ての楽曲が収録されている。
本作発売前、13枚目のシングル「秋からも、そばにいて」は発売されているが未収録。
作詞は全て康珍化、編曲は全て萩田光男。1曲目「七つのスノーフレイク」は、全篇英語詞、かつ歌手名義がUNCLE SNOW & HIS LITTLE FRIENDSとなっており、南野は歌唱していない。
CDとLPはおおた慶文による描き下ろしイラスト集が封入。更にCDのパッケージはデジパック仕様で前記のイラスト集と共にデジパックが封入されたPP袋には金色の雪の結晶が印刷された独自仕様。CDは1992年11月21日に通常のジュエル・ケース仕様で再発売。イラスト集は添付されていない。歌詞ブックレットは1988年の初盤よりページ数を減らし構成を大きく変更したオールカラー・ブックレット。

## 収録曲
| 全作詞: 康珍化、全編曲: 萩田光男。 |                                                              |           |            |      |
| #                                  | タイトル                                                     | 作詞      | 作曲       | 時間 |
| 1.                                 | 「七つのスノーフレイク」(歌:UNCLE SNOW & HIS LITTLE FRIENDS) | 康珍化    | 萩田光男   | 3:06 |
| 2.                                 | 「12月、風の糸で」                                           | 康珍化    | 小森田実   | 4:11 |
| 3.                                 | 「彼女の銀のブーツ」                                         | 康珍化    | 亀井登志夫 | 3:41 |
| 4.                                 | 「メリー・クリスマス」                                       | 康珍化    | 平野牧     | 4:28 |
| 5.                                 | 「憶病なトナカイ」                                           | 康珍化    | 朝倉紀幸   | 4:36 |
| 6.                                 | 「Happy New-Yearが言いたくて」                               | 康珍化    | 山崎稔     | 4:02 |
| 7.                                 | 「リフトの下で逢いましょう」                                 | 康珍化    | 小森田実   | 4:07 |
| 8.                                 | 「氷のダイヤモンド」                                         | 康珍化    | 上田知華   | 4:48 |
| 合計時間:                          | 合計時間:                                                    | 合計時間: | 32:59      |      |